# Templo de Apolo Epicuro em Bassas
O Templo de Apolo Epicuro é a principal atração do sítio arqueológico grego de Bassas (em latim: Bassae; em grego: Βάσσαι; romaniz.: Bássai/Vássai; lit. pequeno vale nas rochas). Localiza-se na prefeitura de Messénia.
Embora esteja afastado dos principais centros de cultura grega, é um dos mais estudados edifícios da Grécia antiga, em vista de diversas características incomuns. o Templo de Bassae foi o primeiro monumento grego a ser incluído na lista do Patrimônio Mundial da UNESCO.

## História
O templo foi construído em honra de Apolo Epicuro - Apolo Auxiliador - e talvez tenha sido projetado por Ictinos, autor também do Partenon e do Templo de Hefesto. Pausânias diz que a construção ocorreu entre 450 e 425 a.C. O único relato que se tem de que o templo de Bassa tenha sido projeto pelo mesmo arquiteto que projetou o Partenon é o relato de Pausânias.
Em tempos modernos o templo foi notado por viajantes alemães e franceses, e partes suas foram expostas em escavações lideradas por Charles Robert Cockerell e Otto Magnus von Stackelberg em 1810, mas pesquisas mais profundas só ocorreram em 1836, empreendidas por arqueólogos russos sob direção de Carlo Brullo, que descobriram os mais antigos capitéis coríntios até agora conhecidos. Parte de sua decoração foi levada para o Museu Pushkin de Moscou e o Museu Britânico, em Londres.
Em 1902 a Sociedade de Arqueologia da Grécia realizou escavações extensas, sob a coordenação conjunta de Konstantinos Kourouniotis, Konstantinos Romaios e Panagiotis Kavvadias. Outras escavações aconteceram sucessivamente em 1959 e entre 1975-1979, supervisionadas por Nikolaos Gialouris.
Sua localização relativamente remota contribuiu para sua preservação, escapando da fúria religiosa e bélica que danificou diversos outros monumentos no país, além de mantê-lo livre da chuva ácida que desgasta as ruínas próximas das grandes cidades. Atualmente o templo fica protegido por uma grande tenda que o recobre inteiramente, e estão sendo feitas novas pesquisas na área pelo Comitê do Apolo Epicuro, com sede em Atenas.

### Construção e decoração

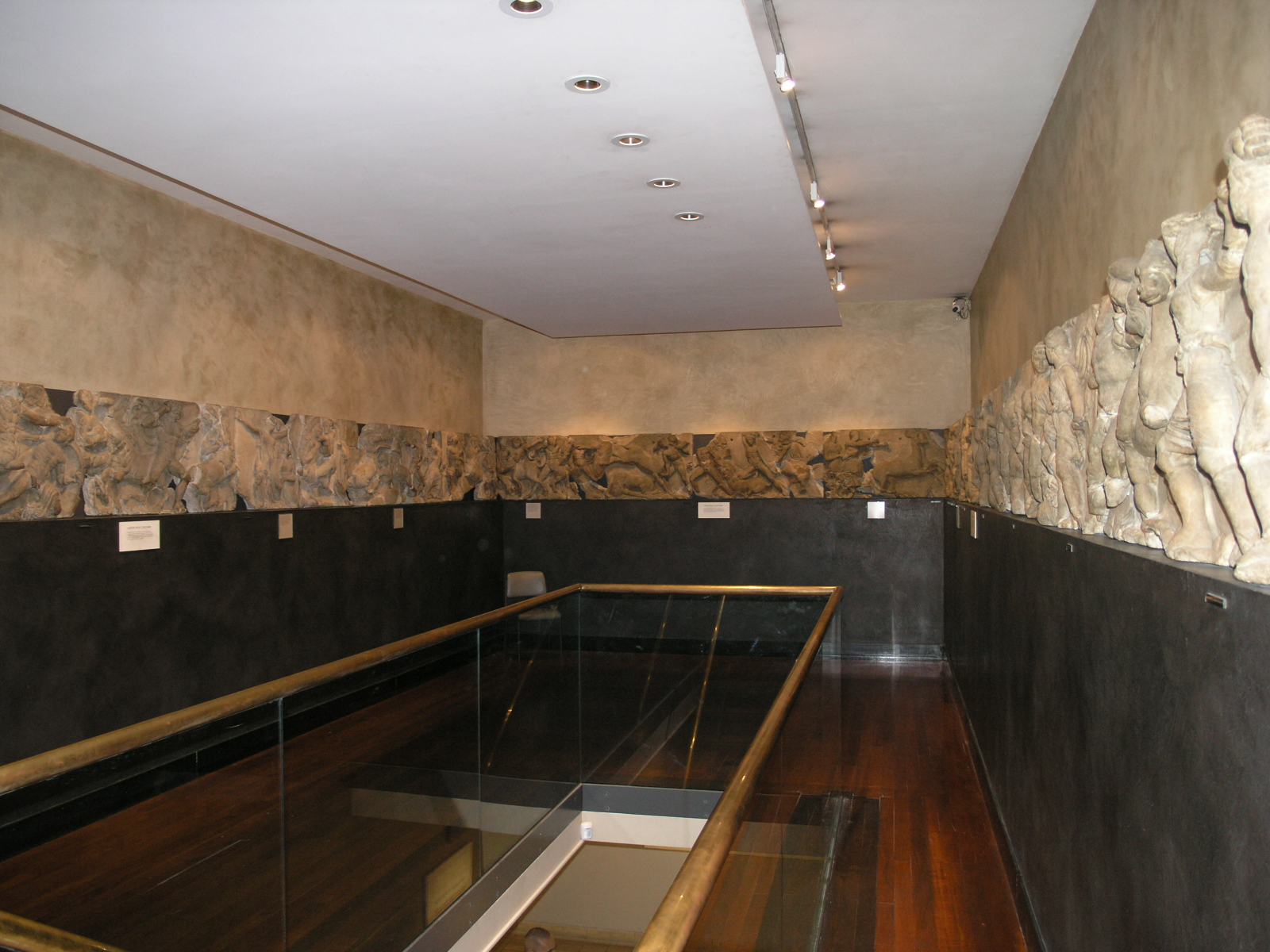
O friso original, hoje no Museu Britânico

O Templo de Apolo Epicuro está alinhado na direção norte-sul, em contraste com a maioria dos templos gregos, que se alinham do leste para oeste. Esta posição se deve ao exíguo espaço disponível nas escarpadas encostas das montanhas da região. Compensando esta dificuldade o templo possui uma abertura na parede leste, para permitir os fiéis contemplarem o nascente ou talvez para a luz penetrar no interior, iluminando a estátua do deus.
O templo tem proporções relativamente modestas, com a estilóbata medindo 38,3 x 14,5 m, com um peristilo de seis por quinze colunas. A construção é toda em calcário cinza, salvo o friso, que é de mármore. Como a maioria dos templos sua planta é dividida em um pronau, um nau e um opistódomo. A construção mostra efeitos arquitetônicos ilusionísticos semelhantes àqueles do Partenon, como um teto levemente curvo para à distância dar a impressão de ser retilíneo. Uma de suas características mais singulares é a presença de decoração nas três ordens clássicas: colunas dóricas no peristilo, jônicas no pórtico e coríntias no interior.
O exterior era relativamente pouco decorado, mas por dentro havia um friso contínuo com cenas da batalha entre os Gregos e as Amazonas, e dos Lápitas contra os Centauros. Suas métopes foram levadas para o Museu Britânico em 1815 por Cockerell, e lá estão em exibição próximas dos Mármores de Elgin.